# Pugó del mangraner
El pugó del mangraner (Aphis punicae) és una espècie oligòfaga d'hemípter esternorrinc de la família Aphididae.

## Distribució
Al voltant de la mediterrània fins a Suïssa, a més des del sud de Rússia a l'Índia.

## Descripció
El cos de la femella àptera és de color verd clar groguenc, incloent la cauda i els sifons, la longitud del cos és d'1-2 mm. El cap i el tòrax de les femelles alades són foscos, igual que els sifons, mentre que l'abdomen i la cauda són verdosos com el cos. Les femelles alades són lleugerament més menudes d'uns 1,4-1,9 mm. Tots els artells de les antenes són pàl·lids excepte els àpexs, que són foscos. Els sifons solen ser del color del cor enfosquint-se cap a l'àpex. Les antenes són gairebé la meitat de la longitud del cos.
Solen fer les colònies al marge de l'anvers de les fulles madures, concentrant-se al llarg dels nervis i als marges. També es poden trobar a les flors i, rarament, als fruits.

## Cicle vital
Quan aquesta espècie es troba sobre una planta hoste perenne (com Duranta repens) presenta una reproducció per partenogènesi vivípara (cicle anholocíclic). En canvi, en el mangraner, com és caducifoli, des de la primavera fins a la final de la tardor les femelles es divideixen per partenogènesi, però en arribar el fred comencen a aparèixer les formes sexuals, mascles i femelles alades que es reprodueixen de manera sexual (cicle holocíclic) i ovípara, pondran els seus ous a les axil·les de les fulles. La plaga té pics de població a la primavera i la tardor. La temperatura òptima per al pugó del mangraner, quan es crien al mangraner, es troba entre 22,5-25º C, baix la qual cada femella produeix fins a 30 cries. El llindar tèrmic per al desenvolupament es troba al voltant de 11,8º C.

## Plantes hoste
La planta hoste principal és el mangraner (Punica granatum) però també es pot establir en espècies dels gèneres Duranta i Plumbago.

## Implicacions agronòmiques
L'alimentació d'A. punicae causa caiguda de fulles, reducció de la qualitat de la fruita i reducció del creixement dels arbres. En caure sobre les fulles, la mel de melada que origina el pugó produeix negreta.
Com la resta de pugons, aquest pot ser controlat perfectament pels seus depredadors i parasitoides, destacant coccinèl·lids (Coccinella undecimpunctata, Scymnus castaneus, S. coccivora i S. latemaculatus, crisòpids (Chrysoperla carnea) i sírfids (Ischiodon scutellaris, Lysiphlebus fabarum, Sphaerophoria rueppellii i Eupeodes corollae). Per tal d'atraure i conservar tota aquesta fauna auxiliar cal disposar de flors per tal que s'alimenten, la millor opció és plantar bardisses florals, marges florals o associar cultius amb plantes amb una floració.